# われら動物家族
われら動物家族（われらどうぶつかぞく）はTBSでは、1981年11月17日～1982年3月23日に毎週火曜日20：00-20：54に放送されたテレビドラマ。

## 内容
「子だくさんの兄の突然の死によって、7人の子供の世話をすることになった、独身の動物園飼育係」の、シートン動物記にも似た愛と涙の人間記。

## キャスト
- 藤堂広次：中村雅俊
- 本田まち子：森下愛子
- 藤堂典子：中村明美
- 山崎剛：渋谷哲平
- 藤堂信一：時任三郎
- 松浦明：渡辺篤史
- 中田平一・凡二：おぼん・こぼん
- 杉本勝子：あき竹城
- 熊野忠次：車だん吉
- 木島澄子：坂上味和
- 中田ハナ：菅井きん
- 杉本久：名古屋章
- 藤堂恵二：加藤純平
- 藤堂真理子：井沢明子
- 藤堂恵子：土屋かおり
- 藤堂虎雄：古本新之輔
- 藤堂愛夫：岩瀬威司
- 萩山多九郎：長塚京三
- 内山苑子：伊佐山ひろ子
- 木島勝蔵：沼田曜一
- 萩山達之助：西村晃
- 内山美子：伊藤美由紀

## 主題歌
- 第1話から第7話まで：「ルージュ｣（作詞・作曲・歌：堀江淳 編曲：船山基紀）
- 第8話以降：「心の色」（作詞：大津あきら 作曲：木森敏之 編曲：川村栄二 歌：中村雅俊）

## スタッフ
- 脚本：サブタイトル参照。
- 演出：サブタイトル参照。
- プロデューサー：飯島敏宏
- 音楽：木森敏之
- 制作協力：東通
- 製作：木下プロダクション 、TBS

## サブタイトル
| 話数 | 放送日          | サブタイトル              | 脚本     | 演出     |
| ---- | --------------- | ------------------------- | -------- | -------- |
| 1    | 1981年 11月17日 | 8人1匹1羽                 | 宮川一郎 | 桜井秀雄 |
| 2    | 11月24日        | 俺のカレーはなみだ色      | 宮川一郎 | 山田高道 |
| 3    | 12月1日         | ホントだったらハネムーン  | 宮川一郎 | 桜井秀雄 |
| 4    | 12月8日         | もしもピアノがあったなら  | 宮川一郎 | 桜井秀雄 |
| 5    | 12月15日        | 母ちゃんと呼んで!         | 宮川一郎 | 山田高道 |
| 6    | 12月22日        | 友情よ永遠に!             | 宮川一郎 | 松本健   |
| 7    | 12月29日        | ロバが笑った日            | 宮川一郎 | 桜井秀雄 |
| 8    | 1982年 1月5日   | 私の好きな人は            | 宮川一郎 | 山田高道 |
| 9    | 1月12日         | あまずっぱい誘惑          | 鹿水晶子 | 桜井秀雄 |
| 10   | 1月19日         | 打て!逆転ホームラン       | 宮川一郎 | 松本健   |
| 11   | 1月26日         | 嘘じゃないんだ!           | 宮川一郎 | 山田高道 |
| 12   | 2月2日          | この胸のトキメキを!       | 宮川一郎 | 桜井秀雄 |
| 13   | 2月9日          | 春がトラックでやってきた! | 鹿水晶子 | 松本健   |
| 14   | 2月16日         | おじさんが好き!           | 鹿水晶子 | 桜井秀雄 |
| 15   | 2月23日         | うさぎを追って春をみた    | 宮川一郎 | 山田高道 |
| 16   | 3月2日          | 心の色はすなお色          | 宮川一郎 | 松本健   |
| 17   | 3月9日          | 眠れない夜に              | 宮川一郎 | 桜井秀雄 |
| 18   | 3月16日         | 帰ってきた笑顔            | 宮川一郎 | 松本健   |
| 19   | 3月23日         | 夢いっぱいの涙            | 宮川一郎 | 山田高道 |

## 前後番組
| TBS系 火曜20:00枠          | TBS系 火曜20:00枠 | TBS系 火曜20:00枠        |
| 前番組                     | 番組名            | 次番組                   |
| -------------------------- | ----------------- | ------------------------ |
| 続・思えば遠くへ来たもんだ | われら動物家族    | さよなら三角またきて四角 |